# Gabriela Fernández
Gabriela Alexandra Fernández Ocanto, là một chủ nhân cuộc thi từ Maracaibo, bang Zulia, Venezuela, người đã tham dự cuộc thi Hoa hậu Venezuela 2008 vào ngày 10 tháng 9 năm 2008.
Fernández đã giành danh hiệu Hoa hậu Zulia 2008 trong một cuộc thi cấp tiểu bang được tổ chức tại Maracaibo, Venezuela vào ngày 7 tháng 5 năm 2008.